# Lerheimia villangulata
Lerheimia villangulata är en tvåvingeart som beskrevs av Andersen och Ole Anton Saether 1993. Lerheimia villangulata ingår i släktet Lerheimia och familjen fjädermyggor.
Artens utbredningsområde är Tanzania. Inga underarter finns listade i Catalogue of Life.